# Bile (Lugansk)
Bile (en ucraniano: Біле; en ruso: Белое, romanizado: Beloye) es un asentamiento urbano ucraniano perteneciente al óblast de Lugansk. Situado en el este del país, hasta 2020 era parte del raión de Lutúgine, pero hoy es parte del raión de Alchevsk y del municipio (hromada) de Alchevsk. Sin embargo, según el sistema administrativo ruso que ocupa y controla la región, Bile sigue perteneciendo al raión de Lutúgine.
El asentamiento se encuentra ocupado por Rusia desde la guerra del Dombás, siendo administrada como parte de la de facto República Popular de Lugansk y luego ilegalmente integrada en Rusia como parte de la República Popular de Lugansk rusa.

## Geografía
Bile está a orillas del río Bila, 15 km al noroeste de Lutúgine y 21 km al suroeste de Lugansk.

## Historia
Bile se fundó en 1705 como un campamento de invierno de la palanca de Kalmius del ejército bajo de Zaporiyia, conocido como Zaimishche Bile.
En septiembre de 1917, los aldeanos crearon un escuadrón de soldados del Ejército Rojo. En 1918, se organizó un destacamento partisano en el pueblo, que descarriló un tren alemán en el tramo Rodakove-Sbornaya.
En 1936, cerca del pueblo de Bile, se construyó la mina que lleva el nombre del XIX Congreso del Partido del PCUS, cuya producción diaria promedio es de 1900 toneladas de carbón. Alrededor de la mina se formó un asentamiento minero, llamado popularmente "Sutogan". Durante mucho tiempo, este pueblo se desarrolló casi como una unidad administrativa separada, pero terminó siendo incluido en el pueblo. Bile recibió el estatus de asentamiento de tipo urbano en 1938 debido a un fuerte aumento de la población y la presencia de una gran instalación industrial: una mina.
Durante la Segunda Guerra Mundial, durante ocho meses, la línea del frente pasó por Bile y el asentamiento fue destruido casi por completo. En los años de la posguerra, Bile fue completamente restaurada y la mina Sutogan fue reconstruida en 1952. En la década de 1980, la mina a menudo superaba sus objetivos de producción, por lo que su nombre aparecía regularmente en las noticias de la televisión republicana.
En septiembre de 2012, el Gabinete de Ministros de Ucrania aprobó la decisión de privatizar la mina que lleva el nombre del XIX Congreso del PCUS.
En abril de 2014, durante la guerra del Dombás, los separatistas prorrusos tomaron el control de Bile y desde entonces está controlado por la autoproclamada República Popular de Lugansk.

## Demografía
La evolución de la población entre 1859 y 2022 fue la siguiente:
| 1768                                                          | 1948 | 8385 | 7037 | 6593 | 6512 | 6352 | 6330 | 6248 |
| (Fuente: Cities & Towns of Ukraine y UKRAINE: Größere Städte) |      |      |      |      |      |      |      |      |

Según el censo de 2001, la lengua materna de la mayoría de los habitantes, el 55,05%, es el ruso; del 44,55% es el ucraniano.

## Economía
Dentro del asentamiento hay 2 minas de carbón y 3 canteras para la extracción de arenisca, marga y tiza.

## Infraestructura

### Transporte
Bile está en la carretera Lugansk-Debáltseve y 3 km al oeste de la estación de tren de Zbirna, en la línea Síversk-Lijaya.